# Ушће Саве у Дунав
Ушће Саве у Дунав је место на коме се река Сава улива у Дунав. Налази се у центру Београда на локацији између Великог ратног острва, Новог Београда, и подножја Београдске тврђаве, односно Куле Небојша. Често се назива само "Ушће". Сава у Београд дотиче из правца Мачве, протиче кроз Нови Београд испод Бранковог моста и улива се у десни крак Дунава који обилази Велико ратно острво. Ушће је место на коме Сава завршава свој ток и постаје Дунав.

## Ушће
Само ушће је обележено видљивом линијом разграничења две реке. Сава која је бистрија, има светлију зелену или плаву боју, док је Дунав смеђе боје. Разлика боја на месту спајања ствара релативно праву линију разграничења дужином читавог ушћа, тако да је водена маса од места спајања на левој страни изразито мутна и смеђа, а на десној бистра и зеленкаста или плава. Две реке на самом ушћу успоравају свој ток, што је проузроковало таложење водом нанесеног материјала које је почетком 16. века образовало водени спруд, данас Велико ратно острво.

## Географски положај
Изнад ушћа се уздиже гребен, односно узвишење на коме се налази Београдска тврђава. Ушће је најнижа тачка у градској општини Нови Београд. Налази се на надморској висини од 68 m. На новобеоградској страни се налази Музеј савремене уметности, окружен Парком пријатељства које од ушћа раздваја шеталиште, зелени кеј Новог Београда. Северно од ушћа, односно од Великог ратног острва и Београдске тврђаве, налази се острво Чапља.

## Историја
У римско време на простору између десне обале Дунава и леве обале Саве пролазио је пут од цигала. На Појтингеровој табли је између Таурунума и Сингидунума означено неко место, ваљда војно утврђење. У време аустријске окупације Београда 1718-39, цигле за тврђаву су израђиване овде. Сава је затим била граница, па је на левој обали подигнута караула, звана Мртва стража, или Бурма, по чему је називан и тај крај. Та зграда је срушена крајем 19. века. Земунци су доносили воће на продају, које су куповали Турци из тврђаве.
Пре градње Моста краља Александра, крајем 1934, чувар Државне речне пловидбе је живео у кућици на самом ушћу, на земунској страни, како би обилазио сигнале и палио светлости. Касније је у тој кућици живео један рибар.
Данска група је 1938. насула крак Дунава, познат као Дунавац или Зимовник, и кејом утврдила леву обалу Саве, од Моста краља Александра до Дунава, с намером да се насипањем 4 метра песка створи 60 хектара простора за будуће насеље називано "Нови Београд". Ада Врбак је у јулу 1938. спојена са мочварним тереном на новобеоградској страни, преграђивањем дунавског рукавца. Крајем тог месеца је затворено купатило "Ница" поред моста, јер су радови стигли дотле. Насип на савској обали је поплочан негде до маја 1939. Пре почетка радова, Министарство саобраћаја је наложило Данцима да се само ушће Саве тако изведе да може послужити као теретно пристаниште, за шта је потребно затварање дунавских рукаваца "између бивше усамљене зградице царинарнице на самом ушћу Саве и Великог ратног острва на коме се данас налази купатило "Ада". У једном плану из 1940. се предвиђа да Рукавац буде пристаниште, у које би се улазило "између некадашње Аде Врбак и Малог Ратног Острва. Током радова је пронађено доста предмета, од мамутовог зуба до граната из Светског рата, што је поклоњено музеју града, а радови су документовани фотографијама и филмом у боји. (→ Историја Новог Београда)
У септембру 1940. овде је подигнуто привремено насеље, прихватни логор за Немце који су из Бесарабије пресељавани у Немачку.
Испод Доњег града, реморкер "Призрен" је потонуо након судара са путничким бродом "Штросмајер" 25. децембра 1921, није било жртава. У близини ушћа је током Другог светског рата потонуо парни тегљач "Косово". У рану јесен 1944. два немачка шлепа су поред обале Великог ратног острва наишла на британске мине и за неколико секунди потонула на дно ушћа. Дана 9. септембра 1952. је на ушћу потонуо брод "Ниш", а током историје ту је потонуо већи број других бродова често у ратним сукобима. Ресторан "Ушће Саве" је отворен са новобеоградске стране у јуну 1963. У непосредној близини ушћа, српски књижевник Бранко Ћопић је 26. марта 1984. извршио самоубиство.
У Београду је до 1884. постојао и трећи водоток, Дунавац бах или Дунавски поток, који се налазио у близини садашњег Сава центра.

## Птице
Врбак који се налази на самом шпицу Ушћа на новобеоградској страни је одлично место за посматрање водених птица у зимском периоду и место на коме се селице одмарају пре него што прелете преко реке према Калемегдану. Током гнездилишне сезоне на бродићима се гнезди сеоска ласта, иначе ретка птица у урбаном делу Београда.

## Галерија
- Поглед са платоа испред СЦ Милан Гале Мушкатировић
- Ушће око 1925. године
- Поглед из авиона 2019.г.